# Conquête du Shu par le Wei
Guerres des Trois Royaumes
Batailles
Yiling/Xiaoting - Campagne contre le Wu - Campagne du Sud - Hefei (231) - Hefei (233) - Expéditions de Zhuge Liang - Hefei (234) - Shiting - Liaodong - Offensive du Wu - Xingshi - Koguryo - Gaoping - Expéditions de Jiang Wei (Didao) - Dongxing - Hefei (253) - Shouchun - Cao Mao - chute du Shu - Zhong Hui - Chute du Wu
La conquête du Shu par le Wei est une campagne militaire initiée par le royaume du Wei , contre le royaume du Shu. Elle a lieu durant la période des trois royaumes, à l'automne 263.
Cette campagne se conclut par la chute du royaume du Shu et la fin de l'équilibre précaire qui existait en Chine, entre les trois royaumes issus de la chute de la dynastie Han, 40 plus tôt. Cette conquête fut également le point de départ de la réunification de la Chine sous la férule de la dynastie Jin.

## Le contexte
Depuis la décennie 220, il existait en Chine trois royaumes en état de guerre larvé, tous les trois nés des suites de la chute de la dynastie Han. le Royaume du Wei, au Nord était le plus important des trois en termes de superficie, de puissance militaire, de population et de puissance économique. Le Wei surclassait sur tous les points les royaumes du Shu, situé au Sud-Ouest et du Wu, situé au Sud-Est. Pour corriger ce déséquilibre, Zhuge Liang, le premier ministre du Shu, avait forgé une alliance entre le Shu et le Wu, avant de lancer une série d'expéditions nordiques contre le Wei. Ces expéditions avaient pour but de prendre la capitale du Wei et durèrent de 228 à 243, date de la mort de Zhuge Liang. Elles furent toutes des échecs, ce qui n’empêcha pas Jiang Wei, un général repéré par Zhuge Liang, de prendre le relais de son mentor. Jiang lança ses propres expéditions nordiques de 247 à 262, sans jamais rencontrer la moindre réussite. Finalement, les expéditions de Jiang Wei furent beaucoup plus coûteuses en hommes et en ressources que celles de Zhuge Liang, et ne réussirent qu'à affaiblir encore plus le Shu face au Wei.
Pendant que le Shu se vidait de ses forces, le pouvoir changeait de mains dans le royaume du Wei. Après des années de manœuvres politiques, la famille Sima avait réussi à accaparer la réalité du pouvoir et à transformer l'empereur du Wei en simple spectateur de son propre règne. Sima Zhao, le petit-fils du fondateur de cette famille, était le régent du Wei et le souverain de facto du Royaume. Il pensait que réunifier la Chine était le meilleur moyen de renforcer son pouvoir et de convaincre la cour impériale que le mandat du Ciel avait été transmis à la famille Sima. Son but était de devenir empereur, et d'éliminer toute opposition à une transmission du trône, de père en fils, au sein de la famille Sima. Sima Zhao était agacé par harcèlement continuel de Jiang Wei aux frontières du Wei, tout comme il connaissait parfaitement l'état de faiblesse du Shu. Il décida de faire de la conquête du Shu la première étape vers la réunification du Céleste Empire.

## La décision de conquérir le Shu

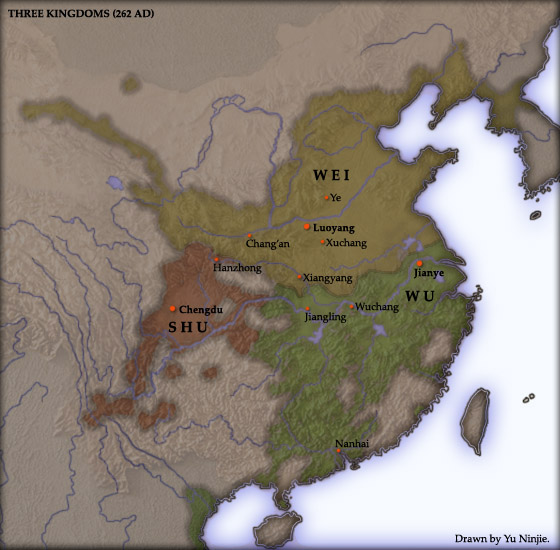
Les trois Royaumes en 262, à la veille de la conquête du Shu par le Wei.

En 262, Sima Zhao annonce à la cour impériale son intention de conquérir le Shu. La plupart des membres de ladite cour s'opposent immédiatement à une telle campagne, y compris le général Deng Ai, qui repousse les incursions du Shu depuis des années. À l'inverse, Zhong Hui se révèle être un grand partisan de cette campagne, usant de toute son influence pour, finalement, amener la cour impériale à se ranger derrière Sima Zhao. Pour lever le dernier obstacle à ses plans, Sima Zhao fait nommer Shi Cuan (师纂), son secrétaire personnel, major au sein de l'armée de Deng Ai. La mission de Shi est d'amener Deng à soutenir le plan de conquête de Sima Zhao, mission dont il s'acquitte parfaitement.
La décision du Wei de lancer, dans un premier temps, une campagne contre le Shu et non contre le Wu est le résultat d'une analyse prudente de la situation. Le Wu profite de la barrière naturelle que forme le fleuve Yangzi Jiang, et une puissante marine de 5000 navires. Le Wei ne possède alors pas de marine capable de rivaliser avec celle du Wu et doit donc prendre le temps d'en construire une et de former des marins avant de pouvoir attaquer ce royaume. Au contraire, une attaque contre le Shu serait uniquement terrestre et donc bien plus simple à gérer pour le Wei. La disparition du Shu permettrait de concentrer toutes les forces contre le Wu, sans craindre d’être attaqué par l'ouest. L'armée du Shu était aussi la moins puissante parmi celles des trois Royaumes, avec juste 100 000 soldats, à comparer avec les 230000 de l'armée du Wu. Enfin, malgré sa petite taille, le Shu avait une politique très agressive, attaquant constamment le Wei, fournissant ainsi à Sima Zhao un argument de poids pour amener la cour impériale à accepter son plan.

## Les différentes stratégies

### La stratégie du Wei
Sima Zhao mit au point un plan détaillé avant de lancer sa conquête du Shu. Il nomma Zhong Hui commandant de la force expéditionnaire d'invasion, tout en chargeant le général Tang Zi de construire une flotte assez puissante pour rivaliser avec celle du Wu. Le but était de faire croire que le Wei se préparait à lancer une invasion contre le Wu ; alors qu'en réalité Zhong Hui était en train de concentrer une armée de plus de 200 000 hommes au Guanzhong, afin de préparer l'invasion du Shu.
Le Wei se préparait à attaquer le Shu simultanément sur trois fronts, le front Est étant le front principal. L'armée du front de l'est viserait Hanzhong, en passant par les vallées de Xie (斜谷), Luo (駱谷), et Ziwu(子午谷). Après cela, ces trois armées se rejoindraient et s'enfonceraient au cœur du royaume du Shu. L'armée du front de l'Ouest aurait pour tâche d'attaquer Jiang Wei à Tazhong (沓中), depuis quatre directions différentes, avant de rejoindre l'armée principale. Enfin, l'armée du front central attaquerait le pont de Wuje (武街橋) depuis le mont Qi (祁山), pour couper toute retraite possible à Jiang Wei, et éviter que son armée ne tende des embuscades dans les nombreuses passes situées sur les trajets des autres armées.

### La stratégie du Shu
Plusieurs années auparavant, Wei Yan avait inventé un système de défense pour stopper et repousser toute tentative d'invasion. il avait fait construire des « camps de couverture »" à la périphérie et aux sorties des routes menant à Hanzhong. Même après la mort de Wei Yan, le Shu avait conservé ces défenses, qui lui avaient permis de repousser toutes les attaques du Wei. Jiang Wei jugeait ce système insuffisant car, suivant ses mots, "il ne permet que de repousser l'ennemi, sans jamais pouvoir exploiter la victoire". En prévision d'une attaque du Wei, Jiang Wei proposait d'abandonner les camps construits par Wei Yan et de laisser libres les différents cols des monts Qinling. Ainsi, on laisserait les troupes du Wei s'enfoncer dans les plaines de Hanzhong, où elles seraient plus vulnérables à une contre-attaque du Shu et dans l'incapacité de se replier. Jiang Wei assura Liu Shan, l'empereur du Shu, que son plan permettrait d'obtenir une victoire décisive, contrairement au système purement défensif mis en place aux monts Qinling. Ce que Jiang Wei n'avais pas prévu, c'est que le Wei avait mobilisé ses forces armées à une échelle bien plus importante que ce qu'il avait imaginé.
À la veille de l'invasion du Wei, Jiang Wei avait appris par ses espions que le Wei allait lancer une offensive majeure. Une fois mis au courant, il avait immédiatement écrit à Liu Shan, qui se trouvait à Chengdu, la capitale du Shu. Il lui demandait d'envoyer de toute urgence Liao Hua au col de Yang'an (陽安關) et Zhang Yi à Yinping (陰平). Liu Shan, à la réception de la lettre, préféra écouter son eunuque Huang Hao, pour qui cette demande n’était qu’une tentative de Jiang Wei pour attirer l'attention de l'empereur et s’accorder du mérite. Après avoir écouté Huang dans un premier temps, Liu Shan change d'avis et envoie Liao Hua et Zhang Yi avant le début des combats.

## La campagne

### Les préparatifs
À l'automne 263, un ordre formel de commencer l'invasion du Shu fut émis par la cour impériale du Wei. Xu Yi (許儀), le fils de Xu Chu, fut chargé de construire les routes par lesquelles devaient passer les troupes du Wei. Les routes ainsi construites étaient dans un état très médiocre et un pont faillit s'effondrer pendant que Zhong Hui le traversait. Après cet incident, Xu Yi fut exécuté sur l'ordre de Zhong, à la surprise générale. Ce faisant, Zhong Hui avait établi son autorité de manière incontestable et la route fut reconstruite dans un bien meilleur état.
En plus de redéployer ses troupes aux forteresses de Han et Yue, le Shu a aussi demandé de l'aide au royaume du Wu, qui répondit rapidement en attaquant le Wei par l'est. Le but étant de forcer le Wei à se concentrer sur un autre conflit et d'abandonner sa campagne contre le Shu. Ding Feng, le général en chef du Wu prit la tête du gros des troupes pour attaquer Shouchun, pendant que ses généraux Liu Ping (留平) et Shi Ji (施績) attaqueraient le district de Nan(南郡), et que Ding Feng et Sun Yi (孫異) attaqueraient Mianzhong (沔中). Finalement, ces attaques furent inutiles et sans impact sur le cours de la guerre, car le Wei les avait anticipées et s'était préparé en conséquence.

### L'armée de l'est
Sur le front est, là où se trouvait le principal corps d'armée du Wei, les choses ne se déroulaient pas comme prévu par Jiang Wei. Quand Zhong Hui se retrouva face aux forteresses de Han (漢) (gardée par Jiang Bin (蔣斌)) et de Yue (樂) (défendue par Wang Han (王含)), il ne tomba pas dans le piège. Au lieu de rester sur place avec toutes ses forces, au risque d’être attaqué par surprise, il se contenta de laisser deux détachements assiéger les forteresses et continua sa route le plus vite possible. Ainsi, Li Fu (李輔), le général de l'avant-garde du Wei mit le siège devant Yue avec 10 000 hommes et Xun Kai (荀愷), le "général qui protège l'armée" en fit autant devant Han, avec ses 10 000 hommes. De leur côté, Jiang Bing et Wang Han se contentèrent de suivre leurs ordres à la lettre et de garder leurs forteresses, pendant que le gros des troupes du Wei continuait à progresser.
Comme mentionné précédemment, Liu Shan avait envoyé Liao Hua à Tazhong, ce contre l'avis de Jiang Wei qui voulait renforcer les défenses de Yinping (陰平). La décision de l'empereur du Shu était motivée par son désir d'éviter à tout prix l'anéantissement de l'armée de Jiang Wei, car ce dernier avait subi des défaites lors de combats contre les généraux Wang Qi (王 頎) et Yang Qu (楊 趨) du Wei. Alors que Jiang Wei se repliait après ces défaites, il se retrouva pris au piège entre d'un côté l'armée de Yang Qu, qui l'avait rattrapé après une poursuite, et de l'autre celle de Zhuge Xu (諸葛 緒) qui bloquait l’accès au pont de Yinping. Pour tromper Zhuge Xu et s'ouvrir une voie de repli, Jiang Wei a mené ses hommes dans la vallée de Konghan (孔 函谷) pour en ressortir sur les arrières de l'armée de Zhuge Xu, coupant toute possibilité de retraite à ce dernier. Craignant d’être pris à revers, Zhuge Xu ordonna une retraite immédiate de ses troupes sur 15 km, ce qui permit à Jiang Wei de faire demi-tour pour traverser le pont et se replier vers Guancheng. Lorsque Zhuge Xu comprit qu'il avait été dupé, Jiang Wei était parti depuis longtemps et il était impossible de le rattraper. Cependant Jiang Wei, ignorant tout de la présence de Zhong Hui dans la région, avait emmené avec lui les troupes stationnées à Yingping, affaiblissant ainsi les défenses locales. Cette erreur tactique devait faciliter par la suite les manœuvres de Deng Ai dans la région.
En quelques semaines, Zhong Hui est arrivé rapidement à Yang'an. Là, Dong Jue et Zhang Yi avaient réussi à organiser une certaine résistance, mais la mobilisation militaire inférieure du Shu et les plus grandes ressources humaines du Wei permirent à Zhong d'en venir rapidement à bout. Malgré cette série de victoires, Zhong Hui devait faire face à un sérieux problème. Il s'était tellement enfoncé dans le royaume du Shu que ses lignes d'approvisionnement s'étaient démesurément étirées, à tel point que le moindre problème logistique pouvait mettre en péril son armée et le forcer à se replier. Pour résoudre ce problème, Zhong Hui avait envoyé Hu Lie (胡 烈), le général commandant l'avant-garde, pour prendre Guancheng, où les forces du Shu entreposaient leur approvisionnement alimentaire. Guancheng était sous la garde de Jiang Shu, général du Shu affecté à la défense de Wuxing. Ce dernier avait développé une certaine rancœur contre le Shu, lorsqu'il avait été rétrogradé et placé sous les ordres de Qian Fu. Lorsque Hu Lie arriva à proximité de Guankou, Fu Qian et Jiang Shu eurent un désaccord sur la manière de défendre la ville. Jiang Shu, sous prétexte d'engager le combat contre l'armée ennemie, partit avec tous ses subordonnés et rencontra Hu Lie pour faire défection en faveur du Wei. En outre, Jiang Shu avait laissé les portes ouvertes, ce qui permit à Lue d'entrer dans la ville sans coup férir. Fu Qian malgré une farouche résistance avait finalement été tué, permettant ainsi à Zhong Hui de mettre la main sur l'essentiel des approvisionnements stockés à l'intérieur de Guancheng. Au moment où Guankou tombait devant les troupes du Wei, Jiang Wei était toujours en route vers le champ de bataille. Mis au courant des derniers événements, Jiang décide de se rendre au col fortifié de Jiange (劍閣), où il espérait bloquer la progression de l'ennemi.
S'absentant du champ de bataille, Zhong Hui avait pris le temps de visiter la tombe de Zhuge Liang avant d'écrire personnellement à Jiang Bin, qui continuait à garder la forteresse de Han. Zhong expliquait dans sa lettre qu'il avait rendu hommage à Zhuge Liang sur sa tombe et qu'il désirait pouvoir en faire autant sur la tombe de Jiang Wan, le défunt père de Jiang Bin. Il demandait donc à Jiang Wan de bien vouloir lui indiquer l'emplacement de la tombe de son père. Cette lettre était une provocation, Zhong Hui voulant monter à son adversaire qu'il avait quasiment gagné la guerre et qu'il pouvait aller où il voulait dans le royaume du Shu. Refusant de céder, Jiang Bin répondit poliment que son père était inhumé dans le comté de Fu (涪 縣), et que Zhong Hui pourrait donc rendre hommage à Jiang Wan en continuant vers l'ouest. Le comté de Fu était à près de 500 km à l'ouest du col de Yang'an, en plein cœur de Shu. En répondant ainsi, Jiang Bin sous-entendait que l'armée du Wei ne pourrait jamais aller au-delà du col de Jiange. De fait, Jiang Bin soutint le siège de Zhong Hui avec succès et ce fut seulement après la reddition de Liu Shan qu'il finit par se rendre. Ainsi, l'avancée continue de Zhong Hui vers Chengdu était stoppée à la forteresse de Jiange, face aux forces du Shu, enfermant la situation dans une impasse.

### L'armée de l'ouest

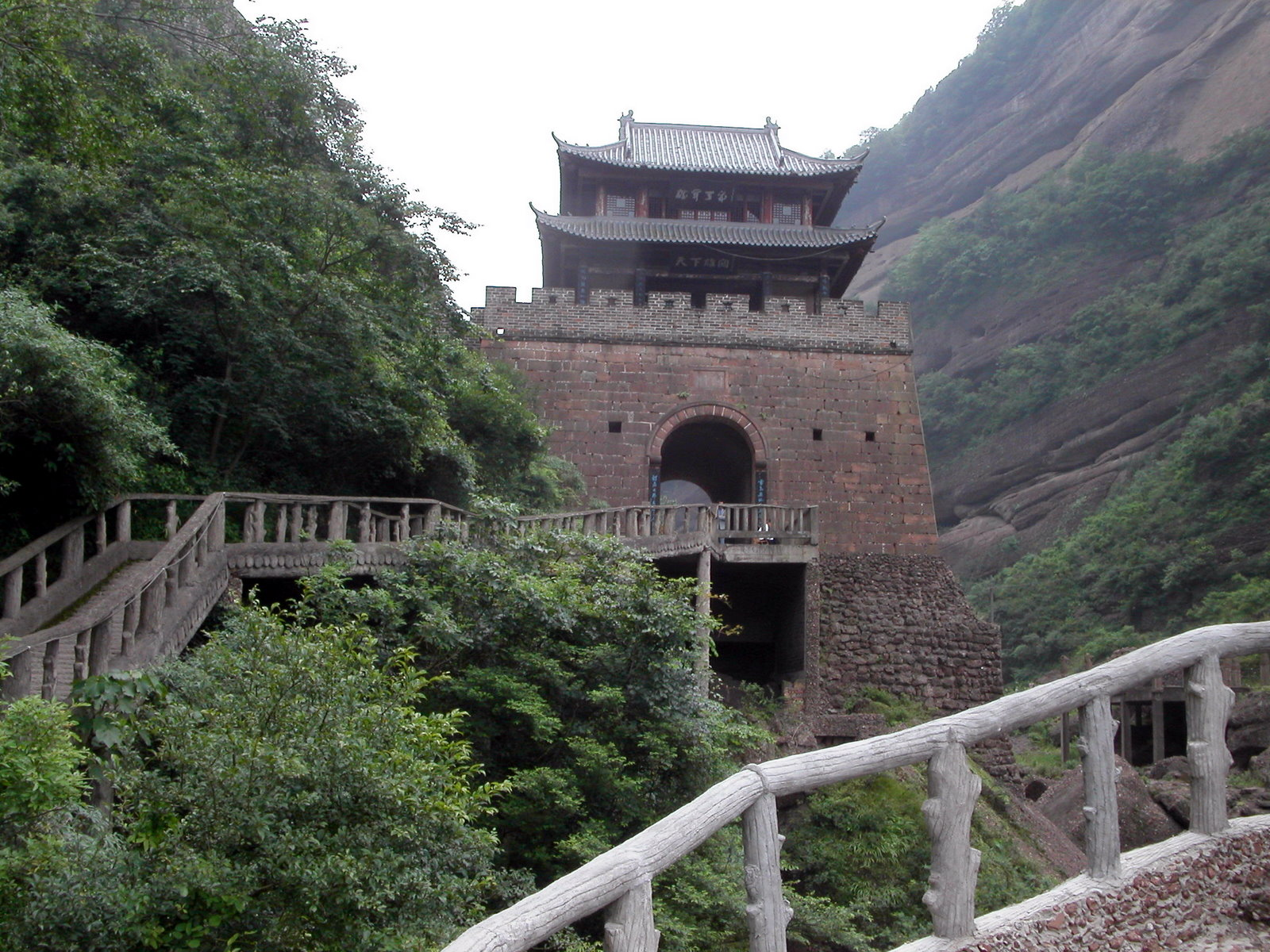
une reconstitution de la forteresse du col Jianmen à Jiange, Sichuan

Quand Deng Ai avait atteint Yinping au début de l'invasion, il avait demandé à Zhuge Xu de se joindre à lui pour contourner le col de Jiange et attaquer directement Chengdu via Jiangyou. Zhuge Xu trouvait ce plan trop ambitieux et préférait une approche plus prudente, consistant à partir vers l'est pour rejoindre le plus vite possible Zhong Hui et l'aider à neutraliser Jiang Wei. Zhong Hui, lui, ne voyait aucun intérêt à collaborer avec un Zhuge Xu qu'il trouvait trop timoré. Pour se débarrasser de lui, il envoya un rapport secret à la cour impériale du Wei sur la lâcheté de Zhuge Xu et son incapacité à coopérer avec Deng Ai. Peu de temps après, Zhuge Xu était renvoyé à Luoyang, la capitale du Wei, comme prisonnier, pendant que ses troupes passaient sous le commandement direct de Zhong Hui. Cependant, ces renforts n'étaient d'aucune utilité pour Zhong. Malgré ses 130 000 soldats, il n'arrivait pas à déloger les 50 000 de l'armée de Jiang Wei, retranchés dans la forteresse du col de Jiange, car cette forteresse était encadrée par les monts Dajian (大 劍 山) et Xiaojian (小 劍 山) qui interdisait toute prise de flanc. Pire encore, cette masse de soldats épuisait très rapidement les réserves et Sima Zhao commençait à se demander s'il ne faudrait pas ordonner le repli pour éviter une catastrophe. Zhong Hui ne croyait pas que la stratégie de Deng Ai puisse marcher, mais, à court d'option, il lui donne son feu vert et le laisse partir vers Jiangyou, accompagné de renforts commandés par Tian Zhang.
La stratégie de Deng Ai était très hasardeuse. Pour mener son plan à terme, Il devait faire avancer son armée sur plus de 350 km de terrain infranchissable sans routes, avec peu ou pas de possibilités de ravitaillement en chevaux et en vivres. Les troupes épuisées par un tel trajet seraient une cible facile et tout ce que l'ennemi aurait à faire une fois Deng arrivé devant les murs de Jiangyou, était de laisser la faim décimer son armée ou de profiter de l'épuisement des troupes pour les balayer lors d'une attaque . Cependant, le plan de Deng avait aussi plusieurs avantages. D'abord, comme la route choisie était jugée impraticable, le Shu n'y avait pas déployé de soldats. Ensuite, comme les stratèges du Shu pariaient sur un retrait de Zhong Hui une fois ses réserves épuisées, Chengdu n'était que faiblement défendue, malgré les demandes répétées de renfort du général Huo Yi. Persuadé de la justesse de son plan, Deng Ai n'hésitait pas à payer de sa personne et à diriger personnellement les manœuvres pour renforcer la confiance et le moral de ses hommes.
Et sa persévérance paye, car en octobre 263, les troupes de Deng Ai atteignent Jiangyou après avoir parcouru 350 km, sans jamais avoir été inquiétées par les troupes ennemies. Stupéfait par l’arrivée d'une telle force au cœur des territoires du Shu, Ma Miao, l'administrateur de Jiangyou, se rend sans combattre; permettant ainsi aux troupes du Wei de se ravitailler et de se reposer avant de reprendre leur marche vers Chengdu. Liu Shan fut choqué lorsqu'il apprit la nouvelle de l'apparition soudaine de l'armée de Deng Ai si près de la capitale et la chute de Jiangyou. Lors de l'arrivée de Deng Ai Zhuge Zhan, le fils de Zhuge Liang, était à la tête d'une armée dans la région de Fu, mais il était trop effrayé pour engager l'ennemi. Quand un de ses généraux, nommé Huang Chong, l'avait exhorté à investir une position sécurisée avant que Deng Ai n'arrive dans la plaine, Zhuge Zhan n'avait pas su quoi faire. Lorsque Huang Chong s'était mis à pleurer, Zhuge Zhan l'avait apaisé en envoyant son avant-garde engager la bataille contre l'ennemi. Cette attaque fut repoussée par les troupes du Wei et, après avoir fui le champ de bataille, Zhuge Zhan avait demandé des renforts à Liu Shan. L'empereur du Shu répondit à la demande de Zhuge en envoyant les derniers hommes à sa disposition au col de Mianzhu, qui était lourdement fortifiée (綿竹 關). Là, calmé et apaisé, Zhuge Zhan était prêt à défendre la capitale.
Lorsque Deng Ai s'était retrouvé face à Zhuge Zhan au col de Mianzhu, il avait donné une dernière chance à ce dernier en lui promettant qu'il le recommanderait pour le titre de "roi de Langye". Après avoir reçu ce message, Zhuge Zhan fit exécuter le messager de Deng Ai, sorti avec ses troupes de la forteresse, et déploya son armée en utilisant la formation en huit trigrammes, comme le faisait son père, Zhuge Liang. Deng Ai avait lancé une première attaque avec un mouvement en tenaille, avec son fils Deng Zhong à droite et le général Shi Cuan à gauche. Cette attaque fut un échec, qui se solda par un repli du Wei. Furieux, Deng Ai avait ordonné une seconde attaque immédiate, et menaçait de décapiter les deux commandants si la deuxième attaque échouait. Cette deuxième attaque fut une réussite, et s'acheva par une victoire du Wei et l'anéantissement complet du Shu. Tous les commandants du Shu périrent au combat, incluant Zhuge Zhan, son fils Zhuge Shang, les secrétaires impériaux Huang et Zhang Chong Zun, et Li Qiu (李 球), le commandant en chef de la Garde Impériale du Shu. La défaite de Zhuge Zhan à Mianzhu et la chute de la ville signifiaient que la route vers Chengdu était libre de tout obstacle. Après sa victoire, Deng Ai marchait vers la capitale de Shu, prenant au passage le contrôle du comté de Luo (雒 縣).

### La chute du Shu
À Chengdu, la situation était confuse. Il n'y avait plus de soldats pour défendre la capitale et l'armée la plus proche était celle de Jiang Wei, toujours assiégé dans la forteresse de Jiange, à des centaines de kilomètres de là. La cour était divisée sur la conduite à tenir. Certains voulaient fuir vers le sud, à Nanzhong, tandis que d'autres préféraient rejoindre le royaume du Wu. Liu Chen, le prince de Beidi, voulait résister à l'ennemi, et profiter de l'épuisement des soldats de Deng Ai après un tel voyage, suivi de deux batailles. Liu Shan repoussa l'idée de son fils et Liu Chen, de désespoir, tua sa femme et ses enfants avant de se suicider dans le temple dédié à ses ancêtres. Finalement, Liu Shan, sur la suggestion de Qiao Zhou, confia le Sceau impérial du Shu à Zhang Shao (張紹) le deuxième fils de Zhang Fei, et Deng Liang (鄧 良), le fils de Deng Zhi, et les envoya informer Deng Ai qu'il se rendait. En novembre 263, Liu Shan fit sa reddition formelle en se présentant devant Deng Ai avec ses deux mains attachées dans le dos, un cercueil derrière lui, et accompagné de plus de 500 sujets du Shu. Deng Ai, qui attendait en dehors de Chengdu, accepta cette reddition en déliant Liu Shan avant de brûler le cercueil.
Jiang Wei, quant à lui, était toujours face à Zhong Hui a Jiange. Il apprit en premier la nouvelle de la défaite désastreuse de Zhuge Zhan, mais n'avait aucune nouvelle de l'empereur Liu Shan. Craignant d'être pris en tenaille entre Deng Ai et Zhong Hui, il quitte la forteresse de Jiange, avec l'armée de Zhong Hui à sa poursuite. Ayant réussi à semer ses ennemis à Bazhong, il finit par arriver au comté de Qi (郪 縣). Là, il prend connaissance du décret impérial de Liu Shan lui ordonnant de se rendre, ce qu'il fait en rejoignant Zhong Hui au comté de Fu.
L'ultime combat du Shu ne fut pas contre le Wei, mais contre le Wu, à la frontière orientale du royaume. Sheng Xian, un général du Wu en poste sur cette frontière, conduisit son armée vers la garnison du Shu de la ville de Yong'an. Sous prétexte d'aider Le Shu, il espérait annexer la région pour renforcer les défenses du Wu le long du fleuve Yangzi Jiang. Yong'an était à l'époque sous la juridiction de Luo Xian, l'administrateur de la région de Badong. Ce dernier comprit vite qu'il ne pouvait pas se fier à Sheng et utilisa toutes les ressources à sa disposition pour repousser l'attaque. Conformément au dernier décret de Liu Shan, Luo ne comptait se soumettre qu'au Wei. Le siège de Yong'an devait durer six mois, jusqu’à l'arrivée du général Hu Lie. Les troupes de ce dernier menaçant leurs lignes d'approvisionnement, les troupes du Wu furent obligées de se replier.

## Conséquences
En l'an 264, Zhong Hui s’associa à Jiang Wei pour planifier une rébellion contre les Wei. Zhong commence par faire prisonnier Deng Ai, sous une fausse accusation de rébellion. Il essaya ensuite de confiner plusieurs commandants à l’intérieur d’un palais, pour les neutraliser. Parmi ces commandants, il y avait le général Hu Lie. Comprenant la gravité de la situation, ce dernier réussit à transmettre la nouvelle à son fils Hu Yuan qui était à la tête d’une armée à l’extérieur de Chengdu. Ce dernier investit la ville et tua Zhong Hui ainsi que son complice Jiang Wei, mettant fin à la rébellion. Deng Ai et son fils, toujours prisonniers, furent assassinés sur la route de la capitale par Tian Xu, qui voulait ainsi faire disparaitre les traces de son implication dans la révolte.
Après la chute du Shu, beaucoup de nobles et de soldats ont fui vers l'ouest en direction de la Perse sassanide.
Après la réussite du début de la campagne et la prise de la ville de Hanzhong par les troupes de Zhong Hui, Sima Zhao accepte, le 22 octobre 263,de prendre le titre de "Roi de Jin" (晉王). Ce titre fait théoriquement de Zhao un roi vassal de l'empereur, mais en réalité, ce titre représentait pour le clan Sima un pas important vers la conquête du pouvoir suprême. Le pas suivant a lieu le 4 février 266, lorsque Sima Yan, le fils de Sima Zhao, destitue Cao Huan, le dernier empereur du Wei et fonde la dynastie Jin. Enfin, avec la Conquête du Wu par le Jin, la Chine est réunifiée, pour un temps, sous la houlette du clan Sima.

## Ordre de bataille des armées

### l'armée du Wei
L'offensive du Wei était divisé en trois branches, chacune avec une mission spécifique et responsable uniquement devant Sima Zhao. Les trois branches agissaient de manière indépendante les unes des autres, seuls Zhong Hui et Deng Ai ayant l'autorité nécessaire pour intervenir lorsque cela était nécessaire. Ce dispositif signifiait que les trois commandants se surveillaient l'un l'autre, pour éviter que l'un d'entre eux ne prenne le contrôle de l'expédition et se rebelle.
Première branchele front est
- Le responsable de l'expédition (司隸校尉) Zhong Hui, était le plus fervent partisan de la décision de Sima Zhao de lancer la conquête du Shu. Il a été récompensé avec le grade de général qui stabilise l'Ouest (鎮西 將軍), et a été nommé en tant que commandant du Secteur (都督) du Guanzhong. Zhong Hui était chargé du front principal, celui de l'Est, l'objectif principal, et avait plus de 100 000 hommes sous ses ordres pour attaquer Hanzhong.
  - Le Général qui stabilise l'ouest (鎮西將軍) Du Yu
  - Le Général de l'avant-garde (前將軍) Li Fu (李輔)
  - Le Général qui protège l'armée(護軍將軍) Xun Kai (荀愷), arrière-petit-fils de Xun Yu et petit-fils maternel de Sima Yi
  - Le Général qui protège l'armée (護軍將軍) Hu Lie (胡烈) a été assigné à l'avant-garde du front de l'est.
  - L'administrateur de Weixing (魏興太守) Liu Qin (劉欽) a été nommé surveillant de l'avant-garde du front de l'est

Deuxième branchele front ouest
- Le général qui subjugue l'ouest(征西將軍) Deng Ai, qui était déjà le responsable de la région (都督) de Longyou. il avait 30 000 hommes sous ses ordres pour attaquer Jiang Wei à Tazhong depuis le front de l'ouest.
  - L'administrateur de Tianshui (天水太守) Wang Qi (王頎) devait attaquer Jiang Wei à Tazhong depuis l'est
  - L'administrateur de Longxi (隴西太守) Qian Hong devait attaquer Jiang Wei àt Tazhong depuis le nord
  - L'administrateur de Jincheng (金城太守) Yang Qu (楊趨) devait attaquer Jiang Wei à Tazhong depuis l'ouest
  - Le fils deDeng Ai, Deng Zhong, Marquis de Huitang (惠唐亭侯), était affecté à l'avant-garde de son père
  - Le greffier (主簿) Shi Cuan affecté à l'armée de Deng Ai comme major (司馬) .

Troisième branchele corps central
- L'inspecteur de la province de Yong (雍州刺史) Zhuge Xu (諸葛緒) il avait 30 000 hommes sous ses ordres pour bloquer le pont de Wujie (武街橋) pour couper toute possibilité de retraite à Jiang Wei.

### L'armée du Shu
Cette liste comprend quelques-uns des 40000 officiers du Shu ayant participé aux combats
- Le Général en chef (大將軍) Jiang Wei
  - Le Général des chariots et de la cavalerie de la droite (右車騎將軍) Liao Hua
  - Le Général des chariots et de la cavalerie de la gauche(左車騎將軍) Zhang Yi
  - Le Général vétéran qui Assiste La Nation (輔國大將軍) Dong Jue
  - † Le commandant de la région du Guanzhong (關中都督) Fu Qian
  - Le Général Jiang Shu, sous les ordres de Fu Quian
  - Le Général qui protège l'armée (護軍將軍) Jiang Bin (蔣斌)
  - l'inspecteur de l'armée (監軍) Wang Han (王含)
  - L'administrateur de Jiangyou (江油太守) Ma Miao
  - † Le Général qui protège l'armée (護軍將軍) Zhuge Zhan et ses subordonnés :
    - † Zhuge Shang, le fils de Zhuge Zhan et commandant de l'avant-garde de son père
    - † Le secrétaire impérial (尚書) Huang Chong
    - † Le secrétaire impérial (尚書) Zhang Zun
    - † Le commandant de l'aile droite de la garde impériale (羽林右部督) Li Qiu (李球)

## Sources et bibliographie
- Luo Guanzhong; tr. Moss Roberts (1995). Three Kingdoms.  (ISBN 7-119-00590-1)
- Chen Shou (2002). San Guo Zhi. Yue Lu Shu She.  (ISBN 7-80665-198-5)
- Fang, Xuanling Livre des Jin (Jin Shu).
- John H.Killigrew A Case Study of Chinese Civil Warfare: The Cao-Wei Conquest of Shu-Han in AD 263 - Pages 95–114 Première parution dans la revue "Civil Wars" Volume 4, Issue 4, 2001
- Pei, Songzhi. Annotations aux Chroniques des Trois Royaumes(Sanguozhi zhu).
- Sima, Guang. Zizhi Tongjian.
- Selected Examples of Battles in Ancient China, 1re édition, publié par Chinese Publishing House et distribué par New China Bookstore Publishing House à Beijing, 1981–1984.
- Yuan, Tingdong, War in Ancient China, 1re édition, publiée par la Sichuan Academy of Social Science Publishing House et distribué pary New China Bookstore à Chengdu, 1988,  (ISBN 7-80524-058-2)
- Zhang, Xiaosheng, General View of War of Ancient China, 1re édition à Xi'an, publiée par Long March Publishing House à Beijing et distribué par New China Bookstore à Beijing, 1988,  (ISBN 7-80015-031-3)